# Chiesa di San Svitino
La chiesa di San Svitino (in inglese Church of St Swithin) è la parrocchiale anglicana che si trova a Patney, villaggio e parrocchia civile della contea del Wiltshire nel Sud Ovest dell'Inghilterra, Regno Unito. Il luogo di culto risale al XIII secolo, rientra nella diocesi di Salisbury ed è considerato monumento classificato di seconda categoria per il suo particolare interesse storico e architettonico.

## Storia

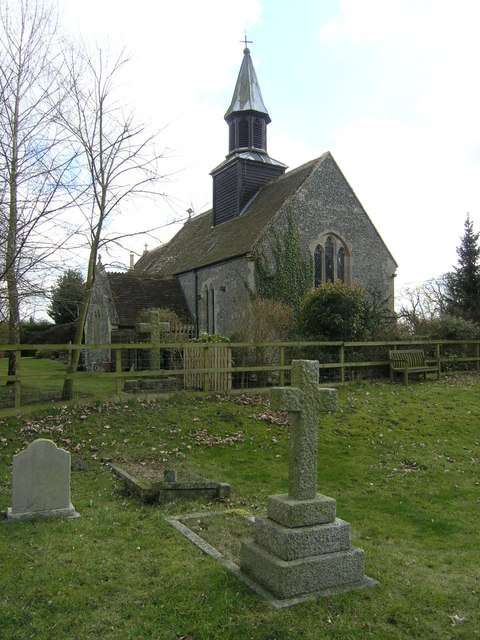
Chiesa di San Svitino a Patney

Nel XII secolo l'avvocatura della chiesa di Patney apparteneva al priore e ai monaci della chiesa e del convento di San Svitino a Winchester. Il loro diritto di nominare rettori fu apparentemente contestato all'inizio del XII secolo da William Giffard, vescovo di Winchester, ma sembra che egli in seguito abbia ripristinato l'avvocatura a precedente. Il diritto del priorato di presentare i rettori fu confermato dal vescovo nel 1172. All'inizio del XIII secolo, tuttavia, il diritto di vescovado era detenuto dai vescovi, ai quali il convento cedette infine il proprio diritto nel 1284. I vescovi presentarono rettori fino alla metà del XIX secolo, eccetto nel 1280 quando il re presentò la sede vacante, nel 1573 quando lo fece il signore del maniero di Patney, Henry, conte di Pembroke, e nel 1639 quando per una ragione non chiara fu il re a presentare il rettore. Nel 1869 il diritto di presentazione fu trasferito al vescovo di Oxford e nel 1953 al vescovo di Salisbury.
La canonica fu detenuta in comune con il beneficio unito di Chirton con Marden dal 1951, e unita ad esso nel 1963. Nel 1976 il beneficio unito di Charlton con North Newnton e Wilsford fu smembrato e Charlton e Wilsford furono aggiunti al beneficio unito di Chirton con Marden e Patney. Il patronato del nuovo beneficio unito di Chirton, Marden, Patney, Charlton e Wilsford sarebbe stato esercitato in una serie di cinque turni. Il primo e il quinto furono assegnati al vescovo di Salisbury come patrono di Chirton, Marden e Patney, il secondo e il quarto al capitolo della Christ Church di Oxford come patrono di Charlton, e il terzo al St. Nicholas's Hospital di Salisbury come patrono di Wilsford. Le decime legate alla chiesa, registate a lungo a partire dal XII secolo, furono notevoli. Alla chiusura del 1780, ad esempio, al rettore furono assegnati 15 acri in sostituzione di parte delle decime. La tenuta così costituita fu in seguito chiamata Rectory Farm. Il reddito netto annuo del beneficio dal 1829 al 1831 fu in media di 225 sterline. Nel 1928 la fattoria, di 143 acri, fu affittata a H. W. H. Snook, morto nel 1975. Suo figlio, D. Snook, ne divenne affittuario nel 1977. La prima casa canonica è menzionata nel 1341, poi nel 1608 e nel 1705. Sebbene quella esistente intorno al 1829 fosse considerata abitabile, fu demolita e sostituita, a quanto pare nello stesso sito a sud della chiesa, da una casa progettata e costruita nel 1833 da William Dyer di Alton. La sua estensione in mattoni rossi a nord risale alla fine del XIX secolo.
La canonica fu affittata come casa colonica all'affittuario della fattoria della canonica intorno al 1949. Molti dei rettori che servirono Patney, a causa di promozioni e interessi altrove, non risiedettero nel villaggio. John of Ilsley, rettore dal 1307 al 1318, ottenne spesso permessi di studio tra il 1308 e il 1312. Nel 1309 fu nominato un vice per servire il curato. John divenne in seguito segretario reale e poi servì come barone e come cancelliere dello Scacchiere. Thomas Romsey, rettore dal 1401 al 1405 circa, fu anche preside del Winchester College. Robert Parker, rettore dal 1591 al 1593, fu in seguito costretto a vivere all'estero a causa delle sue forti idee puritane. Geoffrey Bigge, rettore dal 1593 al 1594 circa, fu anche direttore del St. Thomas's Hospital di Salisbury. Tra i molti incarichi di James Wedderburn, rettore dal 1631 al 1639, vi fu la carica vescovile di Dunblane, alla quale fu eletto nel 1636. Il successore di Wedderburn, Samuel Marsh, venne estromesso nel 1647. Entro quella data, un puritano, John Massey, che aveva sottoscritto la Concurrent Testimony del 1648, era stato accettato. Nel 1641 toccò a un vice curato di simpatie puritane. Nel 1783 il rettore di Woodborough fungeva da curato perché il titolare viveva a Britford, dove era vicario. Un curato assistette il rettore nel 1818 e dal 1949 al 1951 il titolare del beneficio unito di Chirton con Marden fu il curato responsabile di Patney.
Nel 1783 le funzioni religiose con sermoni si tenevano alternativamente al mattino e alla sera ogni domenica. Nessuna funzione religiosa si teneva nei giorni feriali. L'Eucaristia, a cui partecipavano allora circa sei persone, veniva celebrata a Natale, Pasqua e Pentecoste. La domenica del censimento del 1851, 65 persone parteciparono alla funzione mattutina e 70 a quella pomeridiana. Nel 1864 si tennero due funzioni domenicali, a cui parteciparono in media circa 30 persone al mattino e 45 al pomeriggio. Il sacramento veniva amministrato a circa otto persone la domenica dopo Natale, il giorno di Pasqua e la Pentecoste. La chiesa che ci è pervenuta è parzialmente risalente alla fine del XIII secolo. Il suo presbiterio fu segnalato in stato di abbandono nel 1662. Nel periodo tra il 1876 e il 1878 la chiesa fu in parte ricostruita e completamente restaurata rispettando abbastanza scrupolosamente la struttura originale da Henry Weaver di Devizes. Weaver rimosse la galleria occidentale, aggiunse la sagrestia settentrionale e ristrutturò ampiamente il resto della chiesa che nel 1976, tuttavia, conservava un fonte battesimale del XII secolo, un'acquasantiera del XIV secolo e un pulpito del XVII secolo. Nel 1553 furono prelevati dal tesoro della chiesa 475 grammi di argento per uso reale e un calice da 280 grammi fu lasciato alla parrocchia. Nel 1976 nel tesoro l'argento comprendeva un calice del 1706, una patena del 1722 e una fiaschetta del 1766, tutti donati nel 1830 da Miss Lewis di Wedhampton, a Urchfont. Nel 1553 la chiesa aveva due campane e si sono mantenute nel XX secolo. Una di queste, del 1500 circa, fu probabilmente fusa nel Dorset. Le registrazioni di battesimi e sepolture sono esistenti dal 1592, e quelle dei matrimoni dal 1594. Mancano i dati relativi alle sepolture del periodo dal 1765 al 1773.

## Descrizione
L'English Heritage ha inserito dal 19 marzo 1962 la chiesa di San Svitino a Patney tra gli edifici storici come monumento classificato di seconda categoria col numero 1365966. La chiesa appartiene alla diocesi di Salisbury.

### Esterni
La chiesa parrocchiale anglicana di San Svitino si trova si trova a ovest dell'abitato del villaggio di Patney nel Sud Ovest dell'Inghilterra, Regno Unito. È costruita in pietra di Malmstone con rivestimenti in pietra calcarea precedentemente intonacati e comprende il presbiterio e la navata centrale con la sagrestia a nord, il portico a sud e il campanile ligneo centrale. Incorpora elementi medievali dell'edificio originale. La copertura dei tetti è in tegole. La sagrestia è posta sul lato nord della navata. La luce arriva da due finestre trilobate, da finestre a trifora a est e a ovest. La porta del portico sud è a due ordini smussati con modanatura. Il campanile in legno è centrale rispetto alla navata, con cella campanaria quadrata con finestre a persiana con torretta ottagonale sormontata dalla guglia rivestita in piombo. Vi sono croci sui timpani. Attorno alla chiesa si trova il cimitero della comunità.

### Interni
Interno è di discrete dimensioni, con pareti intonacate. La copertura a soffitto della navata a sei campate mostra tiranti modanati su grandi mensole a muro che sostengono il campanile. L'arco del presbiterio ha semicolonne in pietra di Bath e capitelli a foglia rigida scolpiti in calcare grigio, forse anch'essi di origine medievale. Il presbiterio presenta la porta dell'officiante a sud e una volta a crociera sfaccettata. L'acquasantiera del XIII secolo ha una cappa smussata, mensola e guglie. Il fonte battesimale è del XIX secolo, una vasca con fascia ornamentale continua intorno alla base, una colonna corta e una base rotonda a speroni del XIII secolo. Il pulpito è del XVII secolo, rivestito di pannelli, con bordatura e cornice finemente lavorate, rialzato su una base in pietra del XIX secolo.
La balaustra dell'altare è tornita e risale al XVII secolo. Nella sala vi sono sei mensole per lampade in ferro del XIX secolo fissate ai banchi della navata. Nel presbiterio si conservato quattro lapidi a muro del XIX e del XX secolo, dedicate tre reverendi che hanno officiato nella chiesa e ad Eliza Cookson, figlia di un farmacista di Ludgate Hill, morta nel 1755. L'ultima delle lapidi è una lastra di ottone su ardesia. Nella navata vi sono quattro monumenti a muro. Sul lato nord uno è in marmo bianco su fondo grigio, una lapide è con pilastri e urna sopra il cornicione su sfondo grigio, dedicata a Thomas Lewis di Wedhampton, morto nel 1814, e alla moglie. Sul lato sud si trova una semplice targa murale in marmo, dedicata a Jane Patrick, morta nel 1851. Sempre sul lato sud c'è una stretta edicola in pietra calcarea con colonne scanalate e frontone ogivale spezzato e torcia centrale, con putto e pannello dipinto tra pilastri scanalati, dedicata a Robert Hayward di Marden, morto nel 1722. Vi si trova pure la stretta edicola in pietra calcarea con pannello rialzato e dipinto tra pilastri scanalati e cornice e terminale curvo con forma di ananas o ghianda. La base a spicchi, dedicata a Robert Amor, morto nel 1740. Inoltre vi sono due targhe in ottone, una che registra 10 sepolture tra il 1786 e il 1891, e una seconda dedicata a Frederick Butler, morto nel 1900 nella guerra del Sudafrica. Dietro l'altare vi sono due colonne e due poltrone del XVII secolo.